# Mécanisme de claquage virtuel
Le mécanisme de claquage virtuel est, en électrochimie, une forte augmentation du champ électrique dans certaines conditions de proximité de la  cathode et de l'anode— comme c'est le cas pour les cellules électrochimiques dites « Nanogap » — : la double couche des régions des deux électrodes se chevauche, formant un grand champ électrique uniformément réparti dans tout le volume interstitiel des électrodes. Les champs électriques élevés de ce type peuvent améliorer considérablement l'électromigration des ions et ainsi augmenter la vitesse de réaction globale, semblable au « claquage » du ou des réactifs. Cependant, il est fondamentalement différent du « claquage » traditionnel.
Le mécanisme de claquage virtuel a été découvert en 2017 par des chercheurs étudiant l'électrolyse de l'eau pure à l'aide de cellules électrochimiques à nanogap inférieures à la longueur de Debye. De plus, les chercheurs ont découvert la relation entre la distance entre les cathodes et les anodes et la performance des réactions électrochimiques.

## Distribution du champ électrique

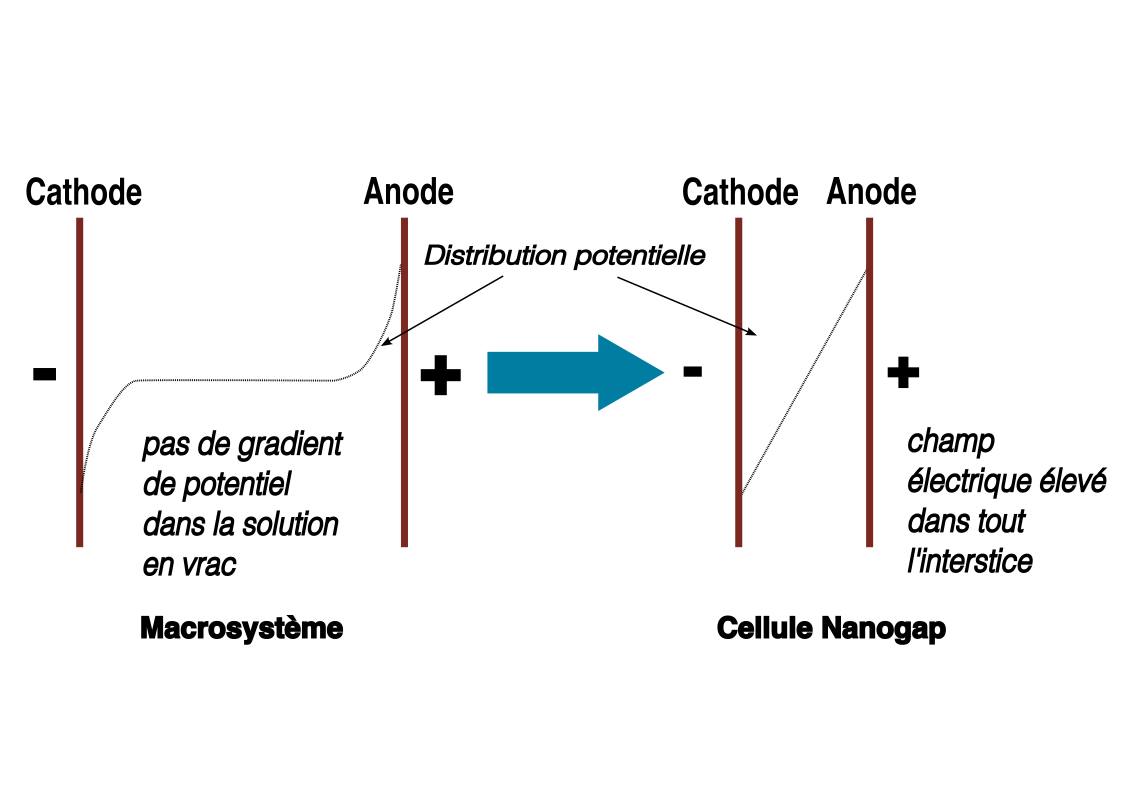
Diagramme schématique de comparaison de la distribution potentielle entre les cellules de macrosystème et les cellules Nanogap.

La différence fondamentale entre les cellules traditionnelles et les cellules Nanogap est leur distribution de potentiel électrique. C’est la prémisse de l’effet « claquage virtuel ».
La longueur de Debye est assez réduite pour les réactions électrochimiques avec une électrolyte à haute concentration dans le macrosystème. En raison de l'écrantage du champ électrique, la quasi-totalité de la chute de potentiel est confinée dans la petite zone de longueur Debye (ou région à double couche électrique). Le potentiel dans la solution en vrac (loin des électrodes) ne change que peu, ce qui signifie qu'un champ électrique presque nul à l'intérieur s'est établi dans celle-ci. Toutefois, lorsque la contre-électrode se trouve dans la région de longueur de Debye (à l'instar des cellules électrochimiques de type Nanogap), deux doubles couches d'anode et de cathode se chevauchent. Le potentiel électrostatique à l'intérieur du volume entre les électrodes change diamétralement : l'énorme champ électrique se trouve uniformément réparti sur l'ensemble du volume.

## Électrolyse de l'eau pure
L’électrolyse de l’eau pure sert d'exemple pour expliquer le concept du mécanisme de claquage virtuel.

### Électrolyse de l'eau pure dans un macrosystème

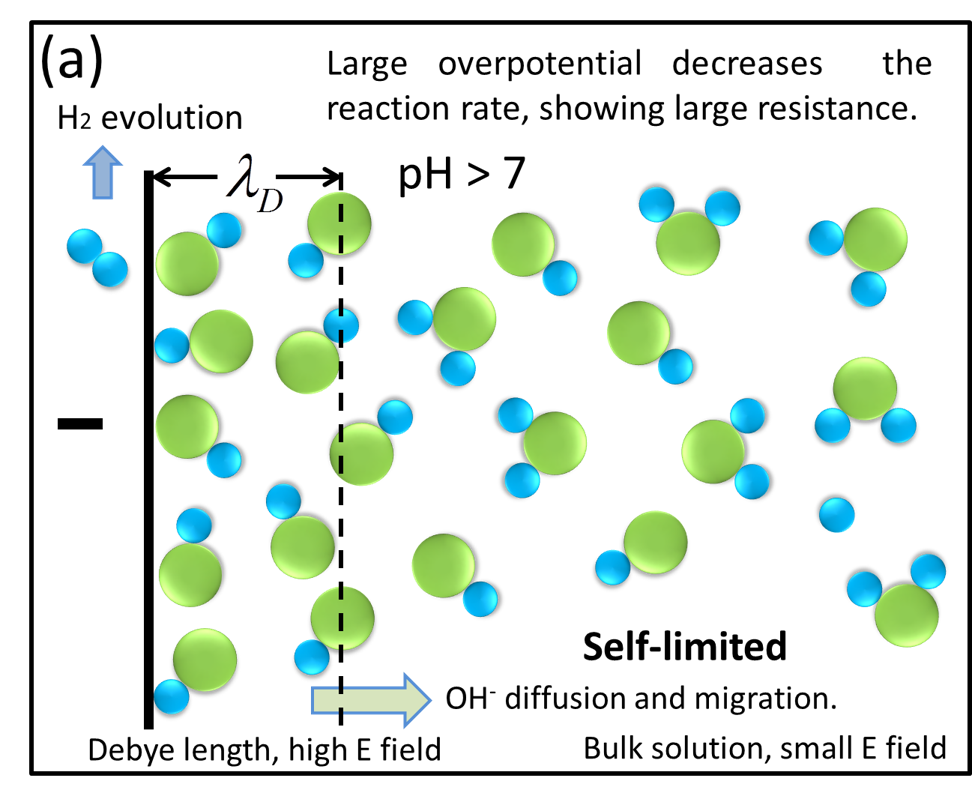
L'eau pure dans le macrosystème ne peut pas être divisée efficacement en raison du manque de transport rapide des ions à l'intérieur de la solution en vrac.

Pour l'analyse de l'électrolyse de l'eau, nous utiliserons des ions H3O+ (également appelés ions oxonium) à la cathode, comme exemple pour expliquer les réactions traditionnelles.
Les molécules d’eau s’auto-ionisent en ions H3O+ et OH−. Près de la surface de la cathode (dans la région de la double couche ), les ions H3O+ nouvellement générés deviennent de l'hydrogène gazeux après avoir obtenu des électrons de la cathode ; cependant, comme il n'y a pratiquement pas de champ électrique à l'intérieur de la solution en vrac (voir infra), les ions OH− ne peuvent se transporter à travers la solution en vrac que très lentement par diffusion. De plus, dans l’eau pure, la concentration intrinsèque en H3O+ n’est que de 10−7 mol/L, ce qui n’est pas suffisant pour neutraliser les ions OH− nouvellement générés. Dès lors, les ions OH− s'accumulent localement à la surface de la cathode (transformant la solution proche de la cathode en alcaline). En raison du principe d'auto-ionisation de l'eau de Le Chatelier,
{\displaystyle {\ce {H3O+ + OH- <=> 2H2O}}}
L'accumulation d'ions OH− empêche l'auto-ionisation ultérieure de l'eau, ce qui affecte le taux d'évolution de l'hydrogène et empêche finalement l'électrolyse de l'eau. L'électrolyse de l'eau devient alors très lente ou même s'arrête, ce qui se manifeste par une grande résistance équivalente entre les deux électrodes.
C'est pourquoi, dans le macrosystème, l'eau pure ne subit pas d'électrolyse efficace — la raison fondamentale en est le manque de transport rapide des ions à l'intérieur de la solution en vrac.

### Électrolyse de l'eau pure dans une cellulenanogap

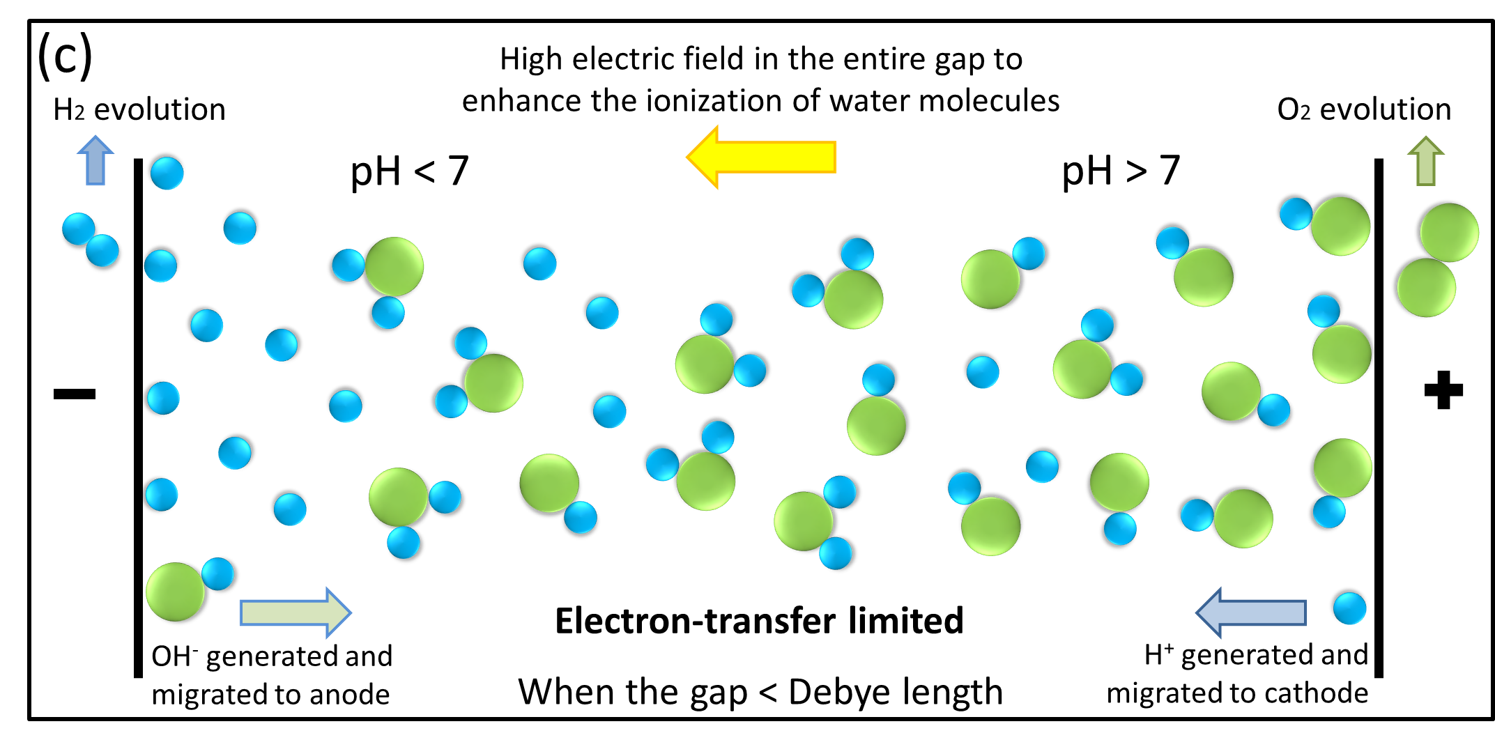
Dans les cellules nanogap, un champ électrique élevé dans l'ensemble de l'espace peut améliorer l'ionisation de l'eau et le transport de masse (principalement la migration), conduisant à une séparation de l'eau pure efficacement limitée par le transfert d'électrons.

Dans les cellules nanogap, le champ électrique élevé peut être réparti uniformément sur toute la distance (voir supra). Ceci est différent du transport d’ions dans le macrosystème : les nouveaux ions OH− peuvent désormais migrer immédiatement de la cathode vers l’anode. Dans le cas où les deux électrodes sont assez proches, le taux de transport de masse peut être encore plus grand que le taux de transfert d'électrons. Il en résulte un regroupement d’ions OH− pour le transfert d’électrons à l’anode, plutôt qu’une accumulation à la cathode. De cette façon, toute la réaction se poursuit sans s’auto-limiter.
Il est à noter que pour l'électrolyse de l'eau pure dans les cellules nanogap, l'accumulation nette d'ions OH− aux alentours de l'anode augmente non seulement la concentration locale du réactif mais diminue également l'exigence de surtension (comme dans l'effet Frumkin). Selon le relation de Butler-Volmer, une telle accumulation d'ions augmente le courant d'électrolyse, c'est-à-dire le débit et l'efficacité de la séparation de l'eau.
Ceci démontre que même l’eau pure peut être électrolysée efficacement, lorsque l’espacement des électrodes est suffisamment petit.

### Mécanisme de claquage virtuelle
En réalité, la dissociation des molécules d'eau en ions H3O+ et OH−, se produit uniquement au niveau de l'électrode (en raison des ions continuellement consommés aux deux électrodes) ; cependant, il semble effectivement que les molécules se séparent au milieu de l'interstice, les ions H3O+ migrant vers la cathode et les ions OH− vers l'anode. L'assistance du champ électrique énorme dans le nanogap (voir supra) augmente non seulement le taux de transport, mais également l'ionisation des molécules d'eau a été améliorée (c'est-à-dire que la concentration locale a été améliorée). D’un point de vue microscopique, l’effet global ressemble à la décomposition de molécules d’eau.
Toutefois, ce phénomène n'est pas un claquage traditionnel, qui convoque en fait un champ électrique beaucoup plus grand, autour de 1 V/Å. Dans les cellules nanogap, le vaste champ électrique n’est toujours pas assez grand pour diviser directement les molécules d’eau. Cependant, il peut tirer parti de l'auto-ionisation de l'eau, favorisant ainsi le déplacement de la réaction d'équilibre dans le sens de l'ionisation.
{\displaystyle {\ce {2H2O -> H3O+ + OH-}}}
Une ionisation assistée d'un champ électrique, comme c'est le cas, avec le transport rapide des ions (essentiellement la migration), se déroule de manière très similaire à la décomposition des molécules d'eau, c'est pourquoi cet effet est appelé « mécanisme de décomposition virtuelle ».
Avec l’équation de conductivité,
{\displaystyle \sigma =nq\mu }
les charges électriques des ions ne sont pas modifiées dans ce cas. La concentration en ions est augmentée mais ne contribue que partiellement à la conductivité. Le changement fondamental ici est que la « mobilité apparente » a été considérablement renforcée, tout comme l’effet de « claquage ». Dans le cas des cellules électrochimiques standard, bien que la mobilité intrinsèque des ions soit conséquente en raison du champ électrique presque nul dans la solution en vrac, elle ne peut pas contribuer à la conductivité. Si la résistance est équivalente entre les deux électrodes, la formule donne :
{\displaystyle R=\rho {L \over S}}
Lorsque nous diminuons l'écartement entre les deux électrodes, non seulement la valeur de L diminue, mais également la valeur de la résistivité, ce qui contribue en fait davantage à la diminution de la résistance totale.
Ce « mécanisme de claquage virtuelle » peut être appliqué à presque tous les types de matériaux faiblement ionisés. Une ionisation plus faible peut conduire à allonger la longueur de Debye à l'intérieur de la solution. À la même échelle, cela permet en fait d'obtenir l'effet de claquage virtuel.

## Effet de la taille de l'écart

Diagramme de phase des performances électrochimiques en fonction de la distance d'écartement

Le diagramme de phase montre l'importance de l'écart entre les électrodes pour la performance des réactions électrochimiques. Dans les macrosystèmes standard où la distance entre les électrodes est bien supérieure à la longueur de Debye, deux demi-réactions sont découplées et ne peuvent pas n'interagissent pas. Normalement, le courant électrochimique est limité par une étape de diffusion de la matière lente. Lorsque l'écartement s'approche ou correspond à la longueur de Debye, un champ électrique important peut se former entre les deux électrodes (en raison des doubles couches et du chevauchement des deux régions), ce qui améliore le taux de transport de masse. Dans cette région, le courant d'électrolyse est très sensible à l'écartement et les réactions sont limitées par la vitesse d'électromigration. Lorsque l'écartement est plus faible que la longueur de Debye, le transport de masse peut être encore amélioré jusqu'à un niveau encore plus rapide que l'étape de transfert d'électrons. Dans cette zone, même si l'on réduit encore cet écart, le courant ne peut plus augmenter, ce qui est li signe qu'il a atteint un état de saturation. Dans cette configuration, l'effet des deux demi-réactions se rajoutent et les réactions sont limitées par les étapes de transfert d'électrons.
En ajustant le paramètre de distance d'écartement, les performances fondamentales des réactions électrochimiques peuvent donc être considérablement modifiées.